# Piperrak
Piperrak fue un grupo español de música punk procedente de La Ribera (La Rioja-Navarra). Empezaron en los 90 deambulando por los escenarios de la zona. Grabaron dos maquetas hasta 1992 y dos discos entre 1994 y 1996, consiguiendo cierta trascendencia en el panorama punk español. En 1997 hubo un cambio de guitarra, entrando Javi a formar parte de la banda. Sus temas, caracterizados por abundantes coros y melodías repetitivas de tono fiestero-reivindicativo, se han convertido en himnos para algunos y se oyeron sonar en bares y fiestas aún después de su retirada temporal desde noviembre de 1998 hasta enero de 2007.
El origen del nombre viene de la tradición hortícola de su zona, ya que "piperrak" significa "pimientos" en euskera.
Tras 8 años de parón, Josetxu (nacido en Bermeo aunque ha vivido desde la creación del grupo en Lodosa), Txitxarro (de Alcanadre), Rufo (de Pradejón) y Javi volvieron juntos a los escenarios el 13 de enero de 2007, nuevamente bajo el nombre de Piperrak, en el festival Hatortxu Rock de Berrioplano (Navarra). 
El grupo realizó conciertos desde 2007 hasta 2010, y publicó un álbum en directo en el año 2009 titulado "La kemos liau". En la actualidad la banda está disuelta pero Josetxu lleva desde 2015 actuando con diferentes músicos de la zona de La Ribera bajo el nombre Josetxu Piperrak & The Riber Rock Band la cual fue noticia en diciembre de 2016 por negárseles la entrada en Chile para dar una serie de conciertos.[cita requerida]

## Historia
Esta banda de punk-rock fue formada en mayo de 1990 a medio camino entre La Rioja y Navarra. En un principio el grupo estaba formada por Txitxarro (bajo y voces), Josetxu (voz principal), Rufo (batería) y Fermín (guitarra). Con esta formación graban dos maquetas (Ahorkate, 1990; La Ribera Rock&Roll, 1992).
En 1994, de la mano de Discos Suicidas, aparece el que sería su primer disco oficial bajo el nombre de “Arde Ribera”, que contiene temas como "Kualkier día", "Mi primer amor","Gora Sartaguda" o la versión de Snuff que ellos titulan "Iruñea de 6 de julio".
Con su primer disco recién estrenado, tocaron por primera vez en Cataluña, concretamente en Bellcaire d'Urgell (Lérida).
En el año 1996 aparece su segundo trabajo y último hasta la fecha, titulado "Los muertos de siempre", también de la mano de Discos Suicidas y producido, en esta ocasión, por Fernando Madina (Reincidentes). Es un álbum más melódico que el anterior, pero con la misma rabia y actitud que siempre les ha caracterizado. Una vez más dejan claro que desde Eskorbuto a Bad Religion, todo cabe en el universo Piperrak con canciones como "Okupados", "A la mierda", "Kondenados" o "Anarkia".
La banda continuó creciendo y su popularidad aumentó. Llegaron a tocar por todo el país y consiguieron hacerse con un número importante de seguidores.
En 1997, Fermín decide dejar la banda y es sustituido por Javi, que se hace cargo de la guitarra hasta la separación del grupo.
La banda sigue con su actividad en directo y en noviembre de 1998 llega la disolución del grupo, cuando se encontraban en un momento en el que su nombre era todo un referente dentro de la escena punk-rock local.
Ahora el cantante tiene un grupo llamado Josetxu Piperrak & the Riber Rock Band.

## Componentes
Originales
- Josetxu: voz y turuta
- Txitxarro: bajo y coros
- Rufo (fallecido):batería
- Fermín: guitarra y coros

Últimos componentes
- Josetxu: voz y turuta
- Txitxarro: bajo y coros
- Rufo (fallecido): batería
- Jabitxo: guitarra y coros

## Discografía

### Maquetas
- Ahórkate (1990)

| N.º | Título                                  | Duración |  |
| 1.  | «Anmama eta Aitona»                     | 1:50     |  |
| 2.  | «La hora 0»                             | 2:50     |  |
| 3.  | «We don't care (versión de Last Rites)» | 3:24     |  |
| 4.  | «Deskontrol»                            | 3:29     |  |
| 5.  | «V zentenario»                          | 3:22     |  |
| 6.  | «Demokrazia»                            | 2:48     |  |
| 7.  | «Anarkia»                               | 2:36     |  |
| 8.  | «Desenlace fatal»                       | 3:41     |  |
| 9.  | «Otra víctima más»                      | 3:20     |  |
| 10. | «Ahórkate»                              | 3:07     |  |
| 11. | «Piperrak»                              | 2:30     |  |

- La ribera R'N'R, (1992)

| N.º | Título                                                       | Duración |  |
| 1.  | «Potrotaino»                                                 | 3:17     |  |
| 2.  | «Okupados»                                                   | 3:40     |  |
| 3.  | «Iruñea 6 de julio (Versión de Do Nothing, de The Specials)» | 1:59     |  |
| 4.  | «El político»                                                | 1:47     |  |
| 5.  | «Mi primer amor»                                             | 2:50     |  |
| 6.  | «Bush Satán»                                                 | 2:38     |  |
| 7.  | «Gora Sartaguda»                                             | 3:10     |  |
| 8.  | «La ribera rokanrol»                                         | 2:01     |  |

### Discos
- Arde Ribera, Discos Suicidas (1994)

| N.º | Título                                               | Duración |  |
| 1.  | «Odio»                                               | 3:26     |  |
| 2.  | «Ilargi Betea»                                       | 2:14     |  |
| 3.  | «Demokrazia»                                         | 2:47     |  |
| 4.  | «¡Basta ya!»                                         | 3:15     |  |
| 5.  | «Bush Satán»                                         | 2:38     |  |
| 6.  | «Gora Sartaguda»                                     | 3:10     |  |
| 7.  | «Ke le voy a hacer»                                  | 2:46     |  |
| 8.  | «Akatu»                                              | 3:06     |  |
| 9.  | «Kualkier día»                                       | 4:12     |  |
| 10. | «Mi primer amor»                                     | 2:54     |  |
| 11. | «Potrotaino»                                         | 3:17     |  |
| 12. | «Bitxo raro»                                         | 4:40     |  |
| 13. | «Iruñea 6 de julio (Versión de Do Nothing de Snuff)» | 1:59     |  |
| 14. | «Piperrak»                                           | 2:33     |  |

- Los Muertos de Siempre, Discos Suicidas (1996)

| N.º | Título                                              | Duración |  |
| 1.  | «Revolución»                                        | 3:10     |  |
| 2.  | «En Txiapas»                                        | 3:09     |  |
| 3.  | «Zoofilia»                                          | 3:33     |  |
| 4.  | «La Hora 0»                                         | 2:52     |  |
| 5.  | «Autosuficiencia (versión de Parálisis Permanente)» | 1:46     |  |
| 6.  | «Beste Biktima Bat»                                 | 2:32     |  |
| 7.  | «Okupados»                                          | 3:40     |  |
| 8.  | «Ahórkate»                                          | 3:07     |  |
| 9.  | «Julián»                                            | 3:14     |  |
| 10. | «A la mierda»                                       | 3:36     |  |
| 11. | «Deskontrol»                                        | 3:29     |  |
| 12. | «Kondenados»                                        | 2:59     |  |
| 13. | «Anarkia»                                           | 2:36     |  |

### DVD
- Kualkier día, GOR discos, 2003

### CD/DVD
- La Kemos Liau, Autoeditado (2009), Directo CD + DVD

Concierto en Directo grabado en Durango el 19-01-2008
Tras los conciertos de 2007, la banda decide inmortalizar en vídeo y audio un concierto en directo. Durango es el lugar elegido, donde se congregan unas 8000 personas. En esos momentos la banda no había acordado nada más, y no se sabía si iba a seguir su andadura. 
Tras la Producción con Es3 llega un largo año de postproducción con RockStudios para la edición del audio y Tartalo para la del vídeo. El 20-01-2009 Sale a la calle "La Kemos Liau" pero la banda no opta por ofrecerlo mediante las distribuidoras debido al incremento del precio final, por lo que no se encuentra en las grandes superficies. Crea un sello propio, lo saca a la calle al precio de 15€, y usa su web piperrak.org como principal soporte para hacerlo llegar al público.

DVD+CD+Libreto de 20 Páginas.

El DVD contiene:

| N.º | Título               | Duración |  |
| 1.  | «Piperrak»           | 2:33     |  |
| 2.  | «Odio»               | 3:26     |  |
| 3.  | «Demokrazia»         | 2:47     |  |
| 4.  | «A la mierda»        | 3:36     |  |
| 5.  | «Potrotaino»         | 3:01     |  |
| 6.  | «En Txiapas»         | 4:03     |  |
| 7.  | «Akatu»              | 3:15     |  |
| 8.  | «Kondenados»         | 3:40     |  |
| 9.  | «Basta ya»           | 3:02     |  |
| 10. | «Iruña 6 de julio»   | 2:27     |  |
| 11. | «Gora Sartaguda»     | 3:51     |  |
| 12. | «Ke le voy a hacer»  | 2:37     |  |
| 13. | «La Ribera Rokanrol» | 2:21     |  |
| 14. | «Zoofilia»           | 3:54     |  |
| 15. | «El polítiko»        | 2:30     |  |
| 16. | «Kualkier día»       | 6:00     |  |
| 17. | «Natxo»              | 4:37     |  |
| 18. | «Bush Satán»         | 3:19     |  |
| 19. | «Beste Biktima Bat»  | 3:42     |  |
| 20. | «Okupados»           | 4:03     |  |
| 21. | «Julián»             | 3:08     |  |
| 22. | «Bitxo Raro»         | 5:26     |  |
| 23. | «Ahórkate»           | 3:30     |  |
| 24. | «Mi primer amor»     | 4:55     |  |
| 25. | «Anarkia»            | 4:53     |  |

El CD contiene:

| N.º | Título               | Duración |  |
| 1.  | «Piperrak»           | 2:33     |  |
| 2.  | «Odio»               | 3:26     |  |
| 3.  | «Demokrazia»         | 2:47     |  |
| 4.  | «A la mierda»        | 3:36     |  |
| 5.  | «Potrotaino»         | 3:01     |  |
| 6.  | «Akatu»              | 3:15     |  |
| 7.  | «Kondenados»         | 3:40     |  |
| 8.  | «Basta ya»           | 3:02     |  |
| 9.  | «Iruña 6 de julio»   | 2:27     |  |
| 10. | «Gora Sartaguda»     | 3:51     |  |
| 11. | «Ke le voy a hacer»  | 2:37     |  |
| 12. | «La Ribera Rokanrol» | 2:21     |  |
| 13. | «Zoofilia»           | 3:54     |  |
| 14. | «El polítiko»        | 2:30     |  |
| 15. | «Kualkier día»       | 6:00     |  |
| 16. | «Natxo»              | 4:37     |  |
| 17. | «Bush Satán»         | 3:19     |  |
| 18. | «Beste Biktima Bat»  | 3:42     |  |
| 19. | «Julián»             | 3:08     |  |
| 20. | «Bitxo Raro»         | 5:26     |  |
| 21. | «Ahórkate»           | 3:30     |  |
| 22. | «Mi primer amor»     | 4:55     |  |
| 23. | «Anarkia»            | 4:53     |  |